# چشمه خان‌محمد
چشمه خان‌محمد مرکز دهستان چشمه زیارت بخش مرکزی شهرستان زاهدان در استان سیستان و بلوچستان ایران است.

## جمعیت
این روستا در دهستان چشمه زیارت قرار دارد و براساس سرشماری مرکز آمار ایران در سال ۱۳۸۵، جمعیت آن ۸۷ نفر (۲۱خانوار) بوده‌است.